# Commission d'éthique de la FIFA
La commission d'éthique de la FIFA est l'une des trois instances judiciaires de la FIFA. Elle est organisée en deux chambres, la chambre d'instruction et la chambre de jugement. Ses fonctions sont régies par plusieurs documents officiels, notamment le Code d'éthique de la FIFA. Les autres organes judiciaires de la FIFA sont la commission de discipline et la commission d'appel.

## Organisation

### Chambre d'instruction
La tâche principale de la Chambre d'instruction est d'enquêter sur les violations potentielles du Code d'éthique de la FIFA. Des enquêtes peuvent être menées à tout moment, à la discrétion de la chambre d'instruction. Dans les cas prima facie, la chambre doit ouvrir des enquêtes. La chambre doit informer toutes les parties impliquées qu'une enquête est en cours, sauf dans les cas où de telles informations pourraient nuire aux enquêtes. Les méthodes d'enquête comprennent des enquêtes écrites et des entretiens avec les parties et d'autres témoins. Les enquêtes peuvent, si nécessaire, être menées par plusieurs membres de la chambre et peuvent également être assistées par des tiers. Au terme d'une enquête, la chambre remet un rapport final à la chambre de jugement. Toutefois, si de nouveaux renseignements importants concernant une enquête venaient à être découverts, la chambre peut rouvrir un processus d'enquête.

### Chambre de jugement
La chambre de jugement doit examiner les rapports de la chambre d'instruction et décider si une affaire doit être poursuivie ou close. La chambre de jugement a le droit de renvoyer un rapport à la chambre d'instruction ou de mener des enquêtes complémentaires en son nom propre. Après avoir examiné un rapport de la Chambre d'instruction et après avoir mené des enquêtes supplémentaires si cela est jugé nécessaire, la Chambre d'arbitrage envoie un rapport à toutes les parties concernées et demande leurs déclarations. 
En outre, la chambre de jugement doit enfin décider des sanctions appropriées. Les sanctions doivent porter sur les trois documents fondamentaux régissant la conduite de toute personne liée à la FIFA. Ces documents sont le Code d'éthique de la FIFA, le Code disciplinaire de la FIFA et les Statuts de la FIFA. Ainsi, les sanctions peuvent aller d'avertissements et de réprimandes pour des cas mineurs de mauvaise conduite à des interdictions à vie de participer à toute activité liée au football dans le monde.

## Membres
Les présidents des organes judiciaires de la FIFA et leurs adjoints sont élus directement par le Congrès de la FIFA et ne peuvent être destitués de leurs fonctions que par le Congrès de la FIFA. La durée du mandat est de quatre ans, les membres peuvent toutefois être réélus. Les présidents et vice-présidents des deux chambres doivent être qualifiés pour exercer le droit et les membres individuels des deux chambres doivent être réunis afin d'assurer un niveau global de qualification élevé en ce qui concerne leur tâche. En outre, les membres de la commission d'éthique doivent également représenter les associations membres respectives de la FIFA de manière appropriée. 
Les membres des organes judiciaires de la FIFA ne doivent pas être membres du Comité exécutif de la FIFA ou de toute autre commission permanente de la FIFA.

### Indépendance
Les présidents et vice-présidents des deux chambres de la commission d'éthique ainsi que le président de la commission d'audit et de conformité de la FIFA doivent remplir les critères d'indépendance définis dans le règlement du Congrès. 
Afin de garantir le respect des critères d'indépendance par les membres respectifs du comité, des revues annuelles des présidents et vice-présidents en exercice ainsi que des candidats aux présidents et vice-présidents du comité d'éthique et du comité d'audit et de conformité sont obligatoires. Les examens doivent être effectués par un autre comité. Par conséquent, les membres du comité d'éthique sont examinés par le comité d'audit et de conformité, qui à son tour est examiné par la chambre d'instruction du comité d'éthique. 
En outre, la commission d'éthique effectue des contrôles d'intégrité pour les bureaux de la FIFA suivants: président de la FIFA , tous les membres du comité exécutif, président, vice-président et membres de la commission d'audit et de conformité, ainsi que tous les présidents, vice-présidents et membres, à l'exception évidente du Comité d'éthique lui-même, qui est contrôlé par le comité de vérification et de la conformité. Aucune commission de la FIFA n'est autorisée à examiner ou contrôler ses propres membres. 

### Membres
| Nom                                         | Nationalité      |
| ------------------------------------------- | ---------------- |
| Présidents                                  |                  |
| Maria Claudia Rojas (Chambre d'instruction) | Colombie         |
| Vassilios Skouris (Chambre de jugement)     | Grèce            |
| Vice-présidents                             |                  |
| Djimrabaye Bourngar (Chambre d'instruction) | Tchad            |
| Alan Sullivan (Chambre de jugement)         | Australie        |
| Bruno de Vita (Chambre d'instruction)       | Canada           |
| Membres de la chambre d'instruction         |                  |
| He Jiahong                                  | Chine            |
| Janet Katisya                               | Kenya            |
| Michael Llamas                              | Gibraltar        |
| Jose Ernesto Mejia Portillo                 | Honduras         |
| John Tougon                                 | Vanuatu          |
| Membres de la chambre de jugement           |                  |
| Akihiro Hara                                | Japon            |
| Yngve Hallén                                | Norvège          |
| Jack Kariko                                 | Papua New Guinea |
| Alan Rothenberg                             | États-Unis       |
| Oscar Scavone                               | Paraguay         |
| Kwasi Anin-Yeboah                           | Ghana            |

## Enquêtes sur les scandales sexuels dans le football
A partir des années 2010, la  Commission d'éthique de la FIFA s'est aussi impliquée, en lien avec la FIFPro et des ONG internationales et locales, dans des enquêtes sur certains abus sexuels dans le monde du football, au moins dans le cadre de deux scandales : 
1. Scandale d'abus sexuels impliquant des responsables de la Fédération afghane de football où la FIFPro dit avoir contribué à « clarifier la situation des joueuses victimes, comme ainsi que pour assurer la sécurité et la sûreté des joueurs/joueuses qui ont accusé les fonctionnaires concernés impliqués dans l'abus. Lorsque les menaces proférées contre le groupe de joueurs qui se sont exprimés se sont intensifiées et les ont forcés à fuir leur pays, la FIFPro et d'autres acteurs ont soutenu les efforts des joueurs pour trouver refuge dans un pays sûr. De plus, comme mentionné dans le rapport final, la FIFPro et HRW ont assuré la liaison avec un groupe multidisciplinaire de cliniciens en traumatologie, qui fournissent une assistance psychologique aux victimes identifiées »[1].
2. Scandale lié à la fédération haïtienne de football, révélé par Romain Molina et deux autres journalistes (anglais et italien) dans le Guardian[2] le 30 avril 2020, où des agressions sexuelles et viols de jeunes joueuses (y compris des adolescentes de 14, 15 et 16 ans) par Yves Jean-Bart, alors président de la fédération haïtienne de football (depuis 2000)[3],[4]. Les enquêtes ont ensuite montré que plusieurs autres dirigeants étaient impliqués, dont au moins deux femme : Yvette Félix (entraîneure adjointe et responsable du matériel à la Fédération Haïtienne de Football), et Nella Joseph (superviseuse de l’équipe nationale féminine U-20 de la Fédération)[5] et « Rosnick Grant, ancien coordinateur national en chef des arbitres de la Fédération Haïtienne de Football (FHF), coupable (entre 2011 et 2021) d'avoir abusé de sa position, ainsi que d'avoir commis des actes de harcèlement et d'abus sexuels, y compris la coercition et les menaces, en violation du Code d'éthique de la FIFA »[6]